# Грёнбех, Микаэль
Микаэль Банг Грёнбех (дат. Michael Bang Grønbech, род. 19 августа 1974) — датский профессиональный велогонщик, член национальной сборной Дании по маунтинбайку с 1991 по 2001 годы.

## Спортивная карьера
В 1989 году Микаэль Грёнбех получил свой первый горный велосипед в возрасте 15 лет. С 1991 по 2000 годы он был членом национальной сборной Дании по маунтинбайку.
В 1992 году он занял второе место на чемпионате Дании по маунтинбайку среди юниоров.
В 1993 завоевал бронзовую медаль на Чемпионате Северных стран, уступив Микаэлю Расмуссену, который занял второе место.
1995 Грёнбех и Расмуссен в паре участвуют в крупной испанской многодневке TranSpain — аналоге Вуэльты Испании, но на горных велосипедах.
На протяжении своей карьеры Грёнбех участвовал в 5 чемпионатах мира, 7 чемпионатах Европы, 8 чемпионатах Северной Европы и множестве более мелких соревнований.
К 2006 году Микаэль Грёнбех участвовал в основном в локальных датских гонках, в том числе в 2008 году победил в крупнейшей в Дании гонке на горных велосипедах — марафоне Merida MTB, в которой также тайно принял участие кронпринц Фредерик под именем Фредерика Хансена.
C 2015 года — участник локальных гонок в Объединённых Арабских Эмиратах, член команды Team Scott UAE.
Всего за время спортивной карьеры, с 1991 по 2001 годы, Грёнбех принял участие в более 500 гонок.

### Участие в гонках
1999
285-й в рейтинге UCI по велокроссу
2000
2-й на чемпионате Дании по маунтинбайку, Кросс-кантри
2006
2-й на чемпионате Дании по маунтинбайку, Кросс-кантри марафон
2009
65-й на MTBliga.dk — Copenhagen, кросс-кантри
2010
Shimanoliga.Dk — кросс-кантри, не финишировал
Чемпионат Дании по маунтинбайку, кросс-кантри марафон, не финишировал
2012
7-й на Чемпионате Дании по маунтинбайку, кросс-кантри марафон
2014
8-й на Merida MTB Marathon 2014
2018
XCM 1.0 Male Masters
3-й на Arabian Epic Series XCM 4: Fujairah (Jebel Yebir)
2019
XC Adventure - Race 2
2020
Urban-Ultra Mleiha Desert dash 2020
2-й на Arabian Epic Series XCM3: The Final

## Деловая карьера
В 1998 году, ещё во время участия в сборной Дании по маунтинбайку, Микаэль Грёнбех начал работать в компании Webhelp Nederland (Копенгаген). В его обязанности входило обслуживание клиентов и продажи в отделе телекоммуникаций. Он занимался вопросами и проблемами клиентов, связанными с услугами стационарной телефонной связи Telia, а также продвижением и продажей мобильных телефонов и абонементов новым клиентам.
C 2001 по 2002 год — менеджер по работе с ключевыми клиентами. Глава BG Bank и Hennes & Mauritz. Руководитель группы, состоящей из 60 консультантов и 6 руководителей групп, он ставил своей основной задачей повышение эффективности продаж и обеспечение отличного обслуживания клиентов. Благодаря внедрению оптимизированных процессов, индивидуальных ключевых показателей эффективности (KPI) и индивидуальных планов развития он сократил ежедневные операционные расходы при сохранении прежнего уровня доходов. Кроме того, он проводил встречи с клиентами, контролировал эффективность продаж и вёл переговоры о достижении целевых показателей продаж.
C 2002 по 2004 годы — руководитель проекта по телемаркетингу. В роли менеджера проектов отвечал за создание небольших команд и выявление специалистов по продажам из числа сотрудников организации для осуществления проектных продаж. Основное внимание уделял обучению и повышению эффективности работы сотрудников. Для каждого краткосрочного проекта, длившегося от 2 до 4 месяцев, лично отбирал 3-5 специалистов по продажам в команду. Добился успешных проектных продаж B2B двум крупным датским ритейлерам.
C 2004 по 2006 годы — судовой брокер в компании Tanker Maritime A/S. В его обязанности входило фрахтование и эксплуатация танкеров-продуктовозов по спотовым и краткосрочным/долгосрочным контрактам (MR , LR1 и LR2). IT-администратор. Прошёл 6-месячную сертифицированную программу по морскому праву, организованную страховой компанией SKULD.
С 2006 по 2009 годы — операционный менеджер в компании Maersk Broker (Копенгаген). Руководитель отдела по работе с танкерами. На него была возложена задача по созданию отдела судостроительных операций, специально занимающегося танкерными проектами для судов различных размеров, от 5000 до 300 000 DWT. Он управлял более чем 100 контрактами, ведя переговоры и заключая многочисленные тайм-чартерные соглашения. Кроме того, выступал в качестве посредника и консультанта по морскому праву.
В 2008 году основал компанию Accu — Port I/S. Компания обладает компетенциями по консультированию в области информационных технологий.
С 2009 по 2010 годы — операционный менеджер в Matrix Shipping. Руководитель отдела танкерных операций. В качестве члена команды, создающей новую судовую брокерскую компанию, отвечал за создание отдела танкерных операций. Это также включало в себя управление задачами IT-администрирования, такими как выбор и внедрение системы обработки электронной почты, а также создание веб-сайта, логотипа и другие сопутствующие задачи.
с 2010 по июль 2015 — старший коммерческий оператор, группа компаний Maersk. В должности старшего коммерческого оператора управлял флотом из 6-8 судов в различных сегментах. Работал в качестве менеджера по работе с клиентами для таких клиентов, как BP, Vitol и Clearlake. Проводя расчёты и анализ рейсов, последовательно оптимизировал и снижал ежедневные операционные расходы. В ходе годичного проекта по экономии средств провёл переговоры по контрактам на буксировку, агентским вознаграждениям, оптимизировал портовые расходы. Кроме того, возглавлял внутренний проект, направленный на создание стандартной операционной процедуры (SOP) для судов, передаваемых Maersk Tankers. Этот проект требовал эффективного сотрудничества с различными внутренними заинтересованными сторонами, включая чартерный, технический и морской отделы.
В 2015 году Грёнбех становится коммерческим менеджером в компании MARCURA (Дубай, ОАЭ).
В 2023 году Микаэль Грёнбех переезжает в испанскую Морбелью, и в октябре 2023 года становится консультантом по выходу на рынок в компании Teqplay. Предлагает консалтинговые услуги для судоходной отрасли, специализируясь на оптимизации портовых расходов и времени оборота.
С января 2024 года полностью посвятил себя своей собственной компании Accu-Port, управляющим директором которой он является.